# Bozânta Mică
Bozânta Mică – wieś w Rumunii, w okręgu Marmarosz, w gminie Recea. W 2011 roku liczyła 396 mieszkańców.